# 4217-es mellékút (Magyarország)
A 4217-es számú mellékút egy közel 20 kilométer hosszú, négy számjegyű országos közút Hajdú-Bihar vármegye déli részén; Berettyóújfalut köti össze Körösszegapátival.

## Nyomvonala
Eredetileg Berettyóújfalu Berettyószentmárton nevű városrészének déli szélén ágazott ki a 47-es főútból, annak kevéssel a 40. kilométere előtt lévő, jelenleg körforgalmú kialakítású csomópontjából, kelet-délkeleti irányban. Kezdeti szakasza azonban később főúttá lett átminősítve, 427-es útszámozással, így a jelenlegi állapotában a kilométer-számozása csak az 545-ös méterszelvényétől indul, ahol elválik a 427-es főúttól, nagyjából déli irányban. Innen hosszú szakaszon berettyóújfalui külterületek közt húzódik, már 6,8 kilométer megtételén is túl jár, amikor elhagyja a várost és átlép Mezősas területére.
Mezősas első házait a 9. kilométere táján éri el, ott a települési neve – több irányváltása ellenére – végig Nagy Sándor utca. A lakott terület déli részén délkeleti irányt követ, de az utolsó mezősasi házakat elhagyva újra délnek fordul és így lép ki a településről, 10,7 kilométer után. Később viszont, egy vízfolyás keresztezése után ismét keletebbi irányt vesz, így szeli át Körösszegapáti határát is, nem sokkal a 12. kilométere után. 13,9 kilométer után egy elágazáshoz ér, ott a 42 114-es út ágazik ki belőle délnyugat felé, Körmösdpuszta településrész irányába. A településközpont északnyugati szélét a 19. kilométere táján éri el, ott az Árpád utca nevet veszi fel, és így is ér véget, beletorkollva a 4215-ös útba, annak a 14,250-es kilométerszelvénye táján.
Teljes hossza, az országos közutak térképes nyilvántartását szolgáló kira.gov.hu adatbázisa szerint 19,550 kilométer.

## Települések az út mentén
- Berettyóújfalu (Berettyószentmárton)
- Mezősas
- Körösszegapáti